# Kujō Hisatada
Kujō Hisatada (九条 尚忠, né le 5 septembre 1798, mort le 5 octobre 1871), fils de Nijō Harutaka, est un noble de cour japonais, kuge de l'époque d'Edo (1603-1868). Il est adopté par son frère Kujō Suketsugu comme s'il était son fils. Il exerce la fonction de régent kampaku de l'empereur Kōmei de 1856 à 1862 et se retire de la cour en 1863 pour se faire moine bouddhiste. 
Ses enfants sont :
- Kujō Yukitsune (fils adopté)
- Impératrice Eishō nyōgo (女御?) de l'empereur Kōmei
- Michitaka
- Matsuzono Hisayoshi
- Tsurudono Tadayoshi
- Takatsukasa Hiromichi
- Nijō Motohiro

En 1862, il est la cible d'un complot d'assassinat réprimé dans le sang lors de l'incident de Teradaya.

## Source de la traduction
- (en) Cet article est partiellement ou en totalité issu de l’article de Wikipédia en anglais intitulé « Kujo Hisatada » (voir la liste des auteurs).